# Amblyomma tigrinum
Amblyomma tigrinum är en fästingart som beskrevs av Koch 1844. Amblyomma tigrinum ingår i släktet Amblyomma och familjen hårda fästingar. Inga underarter finns listade i Catalogue of Life.